# Abd al-Aziz al-Ghadir
Abd al-Aziz al-Ghadir (arabisch عبد العزيز الغدير, deutsch auch Abdul Asis al-Ghadeer oder Abdulaziz bin Ibrahim Al-Ghadir geschrieben) ist ein saudi-arabischer Diplomat und seit Juni 2009 Botschafter seines Landes in Pakistan.

## Leben
Al-Ghadir ist seit Mitte der 1980er Jahre für das saudi-arabische Außenministerium tätig und hatte fünf Jahre einen Posten an der Botschaft in Rom. Er war auch stellvertretender Direktor im Bildungsministerium, Manager für bilaterale Wirtschaftsbeziehungen im Außenministerium, sowie Direktor der Verwaltung für saudische Auslandsschulen und ausländische Schulen in Saudi-Arabien. Bevor er 2009 zum Botschafter Saudi-Arabiens in Pakistan ernannt wurde, war Al-Ghadir acht Jahre lang Botschafter in Turkmenistan.

## Botschafter in Pakistan
Al-Ghadir legte am 13. Juni 2009 seinen Eid als Botschafter in Pakistan ab.
Das Amt gilt als wichtiger Posten, da es sehr enge bilaterale Beziehungen zwischen Saudi-Arabien und Pakistan gibt, denen in beiden Ländern eine hohe Bedeutung zugeschrieben wird. Zwischen 2006 und 2009 erhielt Pakistan von Saudi-Arabien 1,52 Mill. US-Dollar in Krediten und Unterstützungszahlungen. Außerdem wichtig sind die Rücküberweisungen von pakistanischen Arbeitsmigranten in Saudi-Arabien; unter den 16,5 Millionen Einheimischen in Saudi-Arabien leben und arbeiten etwa 900.000 bis 1 Million Pakistaner.
Während al-Ghadirs Amtszeit als Botschafter ereignete sich die Überschwemmungskatastrophe in Pakistan 2010, bei der Saudi-Arabien Hilfen in Höhe von 361,99 Millionen US-Dollar lieferte.
Im Januar 2011 verhandelte al-Ghadir über die Auslieferung von gesuchten saudischen Extremisten und im April 2011 über die Hinrichtung von drei Pakistanern in Saudi-Arabien trotz zuvor bezahlten Blutgeldes.
Nachdem am 2. Mai 2011 Osama bin Laden bei einer US-Kommandoaktion in Abbottabad getötet wurde, kamen dessen Angehörige in pakistanische Haft, und die pakistanische Regierung verhandelte erfolglos mit al-Ghadir und den Saudis über deren Repatriierung.
Wenige Tage später wurde das saudische Generalkonsulat in Karatschi mit zwei Handgranaten attackiert und am 16. Mai 2011 wurde der Sicherheitsbeauftragte des Generalkonsulats, Hassan al Kahkani, von fünf Unbekannten im Auto erschossen. Al-Ghadir vermutete Terroristen hinter dem Anschlag und erklärte, „jemand, der eine solche Tat verübe, könne kein Muslim sein“.
Pakistanische Ermittler vermuten al-Qaida und lokale Unterstützer hinter dem Anschlag, der gegen die saudische Rücknahmeverweigerung protestieren solle und gegen eine mögliche Auslieferung an die USA.